# Vulkanoiden

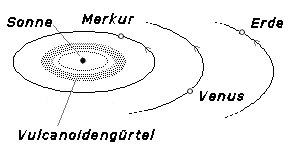
Schema des Vulkanoidengürtels

Vulkanoiden (auch Vulcanoiden) sind hypothetische Asteroiden, die in einem schwach besetzten „dritten Asteroidengürtel“ innerhalb der Bahn des Planeten Merkur existieren könnten.
Trotz längerer Suchprogramme konnte ihre Existenz bisher nicht bewiesen werden. Sie ergibt sich vorerst allein aus theoretischen Überlegungen zur Stabilität schwach exzentrischer Umlaufbahnen in der Ekliptik zwischen Sonne und Merkur. Als weiteren Hinweis kann man die Tatsache werten, dass Merkur als sonnennächster Planet in der Frühzeit des Sonnensystems einem intensiven Bombardement durch kleinere Himmelskörper ausgesetzt war.

## Eigenschaften
Die Vulkanoiden müssen, wenn sie existieren, kleiner als etwa 50 km im Durchmesser sein, denn größere Körper wären sonst mit der Sonnensonde Solar and Heliospheric Observatory (SOHO) bereits entdeckt worden. Bisher fand man in diesem Bereich lediglich einige Asteroiden auf äußerst exzentrischen Bahnellipsen, die nur wenige Prozent ihres Umlaufs innerhalb der Merkurbahn verbringen: (1566) Icarus (1949, 0,19–1,97 AE) und der kometenähnliche, vom IRAS-Raumteleskop 1984 entdeckte (3200) Phaethon (0,14 – 2,40 AE).
Mögliche bevorzugte Bahnbereiche von Vulkanoiden wurden bei 0,18 und 0,15 AE Sonnenabstand errechnet. Wie die Ringe des Saturn oder der Asteroidengürtel müsste auch ein Vulkanoidengürtel Kirkwoodlücken und Konzentrationen aufweisen.

## Suche
Schon vor etwa 100 Jahren suchte der damalige „Rekordhalter“ an entdeckten Kleinplaneten, der böhmisch-österreichische Astronom Johann Palisa, während einer Finsternisexpedition in die Südsee nach Vulcanus, einem hypothetischen „Intra-Merkur“. Zwar war seine Suche erfolglos, doch gab man nun den gesuchten Kleinkörpern die analoge Bezeichnung.
Von der Erdoberfläche aus sind Entdeckung und Beobachtung von Vulkanoiden wegen ihrer Sonnennähe besonders schwierig, denn sie wären nur im Dämmerungsbereich der auf- und untergehenden Sonne zu sehen. Alternativ wäre die Umgebung der Sonne bei einer totalen Sonnenfinsternis abzusuchen. Große Teleskope sind für solche Suchprogramme ungeeignet, da die empfindliche Optik nach dem riskanten Ende der Totalitätsphase durch die hohe Lichteinstrahlung zerstört werden würde. Dem Einsatz von Weltraumteleskopen stehen die hohen Kosten entgegen, die eher für die Suche von eventuell kollisionsträchtigen erdnahen Objekten (NEO) zu verantworten wären.
Inzwischen wird die Suche daher vom Höhenflugzeug aus im Infrarotbereich intensiviert, weil damit zu rechnen ist, dass Körper in dieser Sonnennähe sehr heiß sind und merkliche Wärmestrahlung abgeben. Erwartet werden Oberflächentemperaturen von 700 K bis 900 K.